# أجالو مايت
أجالو مايت هي واحدة من 20 مقاطعة في إثيوبيا ، أو عشائر تسمى بواريدا ، في منطقة بنيشنقول -قماز في إثيوبيا . جزء من منطقة كاماشي ، تحدها كاماشي ووريدا من الجنوب الشرقي ، ومنطقة أوروميا من الجنوب الغربي ، وسربا أبي من الشمال الغربي ، ونهر أباي في الشمال (الذي يفصلها عن منطقة ميتيكل ) ، ونهر ديديسا في الشمال الشرقي (الذي يفصلها عن ياسو ).
تقع هذه الوريدا على المنحدرات الجنوبية لنهري ديديسا وأباي ، وتتراوح ارتفاعاتها من حوالي 2500 متر فوق مستوى سطح البحر في الجنوب الغربي إلى أقل من 1000 متر في قاع وادي أباي.

## التركيبة السكانية
أفاد التعداد الوطني لعام 2007 أن إجمالي عدد السكان في هذه الولاية بلغ 22774 نسمة ، منهم 11476 من الرجال و 11298 من النساء ؛ كان 2073 أو 9.1 ٪ من سكانها من سكان الحضر. قال غالبية السكان إنهم بروتستانت ، حيث أفاد 76.54٪ من السكان أنهم لاحظوا هذا المعتقد ، بينما مارس 14.98٪ من السكان المسيحية الأرثوذكسية الإثيوبية ، و 5.42٪ يمارسون المعتقدات التقليدية ، و 2.44٪ كاثوليك.
واستناداً إلى أرقام الجهاز المركزي للاحصاء في عام 2005 ، يقدر إجمالي عدد سكان هذه الولاية بـ 18.824 نسمة ، منهم 9350 رجلاً و 9474 امرأة. تبلغ مساحتها المقدرة 1519.07 كيلومترًا مربعًا ، وتبلغ الكثافة السكانية المقدرة لأجالو مايت 12.4 شخصًا لكل كيلومتر مربع وهو أكبر من متوسط المنطقة البالغ 7.61 لكل كيلومتر مربع. لا توجد معلومات عن مدن هذه الوريدا.
أفاد التعداد الوطني لعام 1994 أن إجمالي عدد السكان لهذه الوريدا يبلغ 14190 في 2489 أسرة ، منهم 7081 ذكور و 7109 إناث. لم يتم الإبلاغ عن سكان الحضر. أكبر مجموعتين عرقيتين تم الإبلاغ عنها في أجالو مايت كانت قماز (77.6 ٪) والأورومو (22 ٪) ؛ جميع المجموعات العرقية الأخرى شكلت 0.3 ٪ من السكان. يتحدث جوموز كلغة أولى بنسبة 78٪ ، والأوروميفا بنسبة 22٪ ؛ تحدث 0.2 ٪ المتبقية جميع اللغات الأساسية الأخرى المذكورة. اتبع غالبية السكان المعتقدات التقليدية ، حيث أفاد 53.6 ٪ من السكان عن معتقداتهم تحت هذه الفئة ، بينما كان 30.8 ٪ بروتستانت ، و 13 ٪ اعتنقوا المسيحية الأرثوذكسية الإثيوبية . فيما يتعلق بالنظام التعليمي، اعتبر 12.28٪ من السكان متعلمين ، وهو ما يزيد عن متوسط المنطقة البالغ 11.36٪ ؛ كان 7.82٪ من الأطفال الذين تتراوح أعمارهم بين 7 و 12 عامًا في المدرسة الابتدائية ، وكان هناك عدد ضئيل من الأطفال الذين تتراوح أعمارهم بين 13-14 عامًا في المدرسة الإعدادية ، ولم يكن أي من السكان الذين تتراوح أعمارهم بين 15 و 18 عامًا في المدرسة الثانوية. فيما يتعلق بالظروف الصحية، فإن 7.2٪ من جميع المنازل لديها مياه صالحة للشرب ، و 3.7٪ لديها مراحيض وقت إجراء التعداد.